# Intermediate-Typ
Der Intermediate-Typ (englisch: Mittelgroßer Typ) war ein Serien-Tankschiffstyp aus der Gruppe der Empire-Schiffe. Die Schiffe wurden während des Zweiten Weltkriegs auf zwei britischen Werften gebaut.

## Einzelheiten
Der Intermediate-Typ war ein zur Bauzeit mittelgroßer Kriegs-Standardtanker. Innerhalb des britischen Tankerbauprogramms lag er mit einer Tragfähigkeit von rund 5.000 Tonnen unterhalb der deutlich größeren Ocean-Typ-Tanker, Norwegen-Typ und dem Standard-Fast-Tanker-Typ, war aber deutlich größer, als die Küstentanker des Empire-Pym-Typs, die Empire-Cadet-Klasse oder der Chant-Typ. Die Anordnung der Schiffe mit etwas vor mittschiffs angeordneten Aufbauten und achtern gelegenem Maschinenraum glich zeitgenössischen Tankschiffen.
In den Jahren 1943 bis 1946 entstanden 10 Einheiten des Intermediate-Typs bei den beiden Sunderlander Werften Sir James Laing and Sons (sechs Einheiten) und Joseph L. Thompson and Sons (vier Einheiten). Die Schiffe wurden mit Doxford-Dieselmotoren als Antriebsanlagen hergestellt. Außer zum reinen Transport von Öl wurden der Schiffstyp während der Kriegsjahre auch zur Treibstoffversorgung anderer Schiffe auf See genutzt. Zur Tarnung waren zahlreiche Einheiten des Typs mit funktionslosen Ladegeschirren an Deck versehen, die sie aus der Entfernung wie herkömmliche Trockenfrachter wirken lassen sollten.